# Maasnielderbeek
Der Maasnielderbeek ist ein Bach in der niederländischen Provinz Limburg. Der Bach entspringt in der Nähe von Boukoul und Asenray und fließt längs von Donderberg, Maasniel und Leeuwen, um dort in die Maas zu münden. Die Länge des Baches beträgt ungefähr 12 Kilometer. Der Bach entspringt ungefähr in einer Höhe von 28 Metern und mündet ungefähr auf einer Höhe von 14 Metern in die Maas.

## Verlauf
Der Bach entspringt am Rand eines Heidemoorgebietes. Zwischen Asenray und Straat durchschneidet der Bach einen Bergrücken, den er womöglich einst durchgraben hat. Hiernach folgt der Bach einem verlassenen Maasbett. Von Maasniel bis nach Leeuwen ist der Bach kanalisiert.

## Geschichte
Im Bachtal liegen vier historische Höfe: Cornelishof, Heysterhof, Kloosterhof und Lintjenshof. Auch lag dort früher der Platz des Ortes und des gleichnamigen Hügels Donderberg, den der Bach umfließt.